# Заповит (Херсонская область)
Заповит (укр. Заповіт) — село в Калиновской поселковой общине Бериславского района Херсонской области Украины.
Почтовый индекс — 74134. Телефонный код — 5532. Код КОАТУУ — 6520980702.

## Население
Население по переписи 2001 года составляло 108 человек.

### Языковой состав
Родной язык населения по данным переписи 2001 года:
| Язык       | Численность, чел. | Доля     |
| ---------- | ----------------- | -------- |
| Украинский | 98                | 90,74 %  |
| Русский    | 10                | 9,26 %   |
| Итого      | 108               | 100,00 % |

## Местный совет
74134, Херсонская обл., Великоалександровский р-н, с. Бобровый Кут, ул. Первомайская, 40б